# Ferdinand Bruckner
Ferdinand Bruckner, pseudônimo de Theodor Tagger  (Sofia, Bulgária, 26 de agosto de 1891—Berlim, 5 de dezembro de 1958) foi um escritor e diretor de teatro austríaco.
Filho de um empresário austríaco e uma tradutora francesa, depois da separação dos seus pais passou algum tempo em Viena, Paris e Berlim, onde começou a estudar música. Contudo, impressionado pelo expressionismo literário, em 1916 afastou-se da música e dedicou-se à poesia. Nos anos seguintes publicou várias coleções de poesia e, em 1917, fundou a revista literária Marsyas, com textos de autores como Alfred Döblin e Hermann Hesse. Em 1922 fundou em Berlim o Renaissance Theater, cuja direção outorgou a Gustav Hartung.
Em 1929 e 1930 publicou as suas obras Krankheit der Jugend (Doença de juventude) e Elisabeth von England (Isabel da Inglaterra), com o pseudônimo de Ferdinand Bruckner. Após o sucesso destas obras, revelou a sua autoria, embora também mudasse o seu nome próprio em 1946. 
Em 1933 emigrou para Paris e trabalhou na obra antifascista Die Rassen. 
Em 1936 mudou-se para os Estados Unidos, onde obteve pouco sucesso. Vinte anos depois da sua fuga da Alemanha, em 1953, regressou a Berlim, onde trabalhou como assessor do Teatro Schiller. 

## Obras
- Der Herr in den Nebeln, 1917
- Krankheit der Jugend, 1929
- Die Verbrecher, 1929
- Elisabeth von England, 1930
- Die Rassen, 1933
- Simon Bolivar, 1945
- Pyrrhus und Andromache, 1951